# 托拉诺堡
托拉诺堡（義大利語：Torano Castello）是意大利科森扎省的一个市镇。总面积30.05平方公里，人口4788人，人口密度159.3人/平方公里（2009年）。ISTAT代码为078148。